# 阿尔布雷希特 (勃兰登堡)
勃兰登堡的阿尔布雷希特（德語：Albrecht von Brandenburg，1490年6月28日—1545年9月24日），德国樞機，宗教改革时期的重要人物。出身于霍亨索伦家族的马格德堡大主教和美因茨大主教（选侯）。
阿尔布雷希特是勃兰登堡选侯约翰·西塞罗的幼子，1513年被任命为马格德堡大主教。1518年，他成为美因茨大主教，该职位使他成为神圣罗马帝国的七大选帝侯之一。1518年，阿尔布雷希特成为枢机主教，然而他也因此而欠下德国著名的银行家族富格尔家族一笔巨款。教皇良十世授权他在其管辖教区内出售赎罪券。在为他代理此事的人中，包括马丁·路德在其著名的九十五条论纲中猛烈抨击过的修士若望·特次勒。
在后来发生的路德宗信徒与天主教传统势力的激烈斗争中，阿尔布雷希特表现出倾向于教皇的保守态度。但他竭力地扮演调解人的角色，并在1530年奥格斯堡帝国会议上力主双方和解。
阿尔布雷希特·冯·勃兰登堡是第一个允许耶稣会会士在其管辖境内活动的德意志诸侯。在美因茨的新教徒们为他付清了其为获得枢机主教一职而欠下的50万弗罗林之后，阿尔布雷希特允许在其管辖的领土内传播新教。